# Canton de Ville-en-Tardenois
Le canton de Ville-en-Tardenois est un ancien canton français situé dans le département de la Marne et la région Champagne-Ardenne.

## Géographie
Ce canton était organisé autour de Ville-en-Tardenois dans l'arrondissement de Reims.
Son altitude variait de 67 m (Muizon) à 266 m (Écueil).

## Administration

### Conseillers d'arrondissement (de 1833 à 1940)
| Période                                  | Période | Identité                                              | Étiquette                | Qualité |
| ---------------------------------------- | ------- | ----------------------------------------------------- | ------------------------ | --- |
| 1833                                     | 1842    | Jean Antoine Saguet (1774-1848)                       |                          | Notaire, greffier de la justice de paix, conseiller municipal de Ville-en-Tardenois                         |
| 1842                                     | 1848    | Charles François Isidore Baron de Dion de Ricquebourg |                          | Propriétaire à Coulommes-la-Montagne                                                                        |
|                                          |         |                                                       |                          | |
| 1852                                     |         | M. Fayet                                              |                          | Propriétaire à Ville-en-Tardenois                                                                           |
|                                          |         |                                                       |                          | |
| 1886                                     | 18..    | Jean Lelarge                                          |                          | Cultivateur, adjoint au maire de Ville-en-Tardenois                                                         |
| 18..                                     | 1907    | Dominique Marlier                                     |                          | Marchand de bois à Reims, maire de Faverolles, Président du Conseil d'arrondissement                        |
| 1907                                     | 1910    | Albert Luling                                         | Radical                  | Médecin, maire de Courcelles-Sapicourt                                                                      |
| 1910                                     | 1913    | Alcide Hédoin                                         | Radical                  | Maire de Serzy-et-Prin                                                                                      |
| 1913                                     | 1919    | Paul Raymond Gérin                                    | Radical                  | Maire de Tramery                                                                                            |
| 1919                                     | 1925    | Charles Bailliot (1867-1963)                          | Républicain progressiste | Cultivateur à Muizon                                                                                        |
| 1925                                     | 1931    | Paul Rondeaux                                         | Rad.                     | Huissier à Dormans                                                                                          |
| 1931                                     | 1940    | Georges Boudeville                                    | Rad.                     | Huissier, maire de Ville-en-Tardenois                                                                       |
| 1940                                     |         |                                                       |                          | Les conseils d'arrondissement ont été suspendus par la loi du 12 octobre 1940 et n'ont jamais été réactivés |
| Les données manquantes sont à compléter. |         |                                                       |                          | |

### Conseillers généraux (de 1833 à 2015)
| Période | Période      | Identité                                   | Étiquette            | Qualité |
| ------- | ------------ | ------------------------------------------ | -------------------- | --- |
| 1833    | 1839         | Jacques Louis Meunier                      |                      | Propriétaire, maire de Gueux (1813-1857)                                                                         |
| 1839    | 1848         | Baron Antoine Le Leu d'Aubilly (1795-1859) |                      | Propriétaire, maire d'Aubilly                                                                                    |
| 1848    | 1852         | Jacques Louis Meunier                      |                      | Propriétaire, maire de Gueux                                                                                     |
| 1852    | 1859 (décès) | Baron Antoine Le Leu d'Aubilly             |                      | Officier des hussards, propriétaire, maire d'Aubilly                                                             |
| 1859    | 1870         | Charles Rémy Duhamel Vicomte de Breuil     |                      | Propriétaire à Rosnay, ancien chef de bataillon à la Mobile de Somme et Marne                                    |
| 1870    | 1910         | Baron Antoine-Georges Le Leu d'Aubilly     | Républicain (Droite) | Maire d'Aubilly                                                                                                  |
| 1910    | 1919         | Albert Auguste Florens Lüling              | Rad.                 | Médecin, maire de Courcelles-Sapicourt (1905-1936), conseiller d'arrondissement                                  |
| 1919    | 1931 (décès) | Camille Lenoir,                            | PRS                  | Administrateur des hospices de Reims Député (1905-1928), ancien conseiller d'arrondissement du canton de Reims-2 |
| 1931    | 1940         | Paul Rondeaux (1868-1958)                  | Rad.                 | Ancien huissier, Dormans, conseiller d'arrondissement Nommé conseiller départemental en 1943                     |
|         |              |                                            |                      | |
| 1945    | 1963 (décès) | Maurice Mimin (1893-1963)                  | SFIO                 | Vigneron Maire de Marfaux (1931-1963)                                                                            |
| 1964    | 2004         | Albert Vecten                              | CD puis UDF          | Agriculteur Président du Conseil Général (1982-2003) Sénateur (1983-2001) Maire de Muizon (1953-1989)            |
| 2004    | 2015         | Michel Caquot                              | UMP                  | Ingénieur Maire de Muizon (1989-2008)                                                                            |

## Composition
Le canton de Ville-en-Tardenois regroupait 38 communes et comptait 12 480 habitants (données de 2008, population municipale).
| Communes                     | Population (2012) | Code postal | Code Insee |
| ---------------------------- | ----------------- | ----------- | ---------- |
| Aougny                       | 98                | 51170       | 51013      |
| Aubilly                      | 51                | 51170       | 51020      |
| Bligny                       | 108               | 51170       | 51069      |
| Bouilly                      | 164               | 51390       | 51072      |
| Bouleuse                     | 168               | 51170       | 51073      |
| Branscourt                   | 243               | 51140       | 51081      |
| Brouillet                    | 91                | 51170       | 51089      |
| Chambrecy                    | 143               | 51170       | 51111      |
| Chaumuzy                     | 320               | 51170       | 51140      |
| Coulommes-la-Montagne        | 214               | 51390       | 51177      |
| Courcelles-Sapicourt         | 285               | 51140       | 51181      |
| Courmas                      | 177               | 51390       | 51188      |
| Écueil                       | 313               | 51500       | 51225      |
| Faverolles-et-Coëmy          | 508               | 51170       | 51245      |
| Germigny                     | 192               | 51390       | 51267      |
| Gueux                        | 1 774             | 51390       | 51282      |
| Janvry                       | 120               | 51390       | 51305      |
| Jouy-lès-Reims               | 191               | 51390       | 51310      |
| Lagery                       | 193               | 51170       | 51314      |
| Lhéry                        | 81                | 51170       | 51321      |
| Marfaux                      | 154               | 51170       | 51348      |
| Méry-Prémecy                 | 63                | 51390       | 51364      |
| Les Mesneux                  | 853               | 51370       | 51365      |
| Muizon                       | 2 250             | 51140       | 51391      |
| Pargny-lès-Reims             | 346               | 51390       | 51422      |
| Poilly                       | 88                | 51170       | 51437      |
| Romigny                      | 201               | 51170       | 51466      |
| Rosnay                       | 291               | 51390       | 51468      |
| Sacy                         | 375               | 51500       | 51471      |
| Saint-Euphraise-et-Clairizet | 205               | 51390       | 51479      |
| Sarcy                        | 251               | 51170       | 51523      |
| Savigny-sur-Ardres           | 264               | 51170       | 51527      |
| Serzy-et-Prin                | 187               | 51170       | 51534      |
| Tramery                      | 145               | 51170       | 51577      |
| Treslon                      | 181               | 51140       | 51581      |
| Ville-Dommange               | 414               | 51390       | 51622      |
| Ville-en-Tardenois           | 557               | 51170       | 51624      |
| Vrigny                       | 221               | 51390       | 51657      |

Ces communes sont réparties dans deux communautés de communes :
- communauté de communes Ardre et Tardenois ;
- communauté de communes Champagne Vesle.

## Démographie
| 1962  | 1968  | 1975  | 1982   | 1990   | 1999   | 2009 |
| ----- | ----- | ----- | ------ | ------ | ------ | ---- |
| 6 742 | 7 644 | 8 472 | 10 527 | 11 464 | 11 913 | -    |